# Takashi Okazaki
Takashi Okazaki (冈 崎 能士 Okazaki Takashi?) (18 de marzo de 1974) es un mangaka japonés, diseñador visual y diseñador gráfico más conocido por escribir e ilustrar el manga de Afro Samurai.

## Primeros años
Takashi Okazaki nació en la Prefectura de Kanagawa en 1974 y se graduó de la Universidad de las Artes de Tama.

## Carrera
Takashi Okazaki fue una de cuatro personas para debutar en el autopublicado Nou Nou Hau manga revista en noviembre de 1998. Primera serie de Takashi Okazaki Afro Samurai fue publicado por primera vez como un dōjinshi en la edición de preparación cero de la revista, que también fue presentado como la cubierta. Afro Samurai fue publicado hasta el final de la revista, en septiembre de 2002. Desde entonces, el Afro Samurai manga ha sido adaptado en una serie anime de cinco episodios y una película hecha para la TV característica denominada Afro Samurai: Resurrection. Después del lanzamiento de la serie de anime, Takashi Okazaki fue de ida y recreó el originales dōjinshi en un manga de dos volúmenes que sólo se ha lanzado en los Estados Unidos por Tor Books y Seven Seas Entertainment. También, el primer volumen ha sido publicado en Alemania, el segundo que se estrenará en agosto de 2011. El 23 de noviembre de 2004, Takashi Okazaki escribió e ilustró un manga 9 del panel publicado en el folleto de la Blade: Trinity. soundtrack. Takashi Okazaki también ilustró el final de la Cho-Kōryu-Gōjin Danke Choen (超交流合神ダンケシェーン?) serie por entregas en un volante repartido en el club de la "UNIDAD" japonés. Cho-Kōryu-Gōjin Danke Choen fue creado por Kugelblitz-un esfuerzo de colaboración entre el Nou Nou Hau y la revista cómica alemana Moga Mobo. En 2021 escribió el episodio The Duel de Star Wars: Visions.